# Stallupöneni csata
A stallupöneni csata az első világháború keleti frontjának egyik kisebb csatája volt melyben egy német hadtest meglepetésszerű támadást indított az orosz 1. hadsereg ellen 1914. augusztus 17-én. Ez a csata volt a német-orosz ellenségeskedések nyitánya a keleti fronton. Az ütközet eredménye egy látványos, de kicsi német siker volt, mely azonban nem sokban lassította le az orosz inváziót.

## Előzmények
Az első világháború elején a német haditerv (Schlieffen-terv) teljes egészében arra a feltevésre épített, miszerint Franciaországot alig fél év alatt térdre lehet kényszeríteni, és ez alatt az idő alatt a német 8. hadsereg, a későbbiekben szervezendő 9. hadsereg, valamint az Osztrák–Magyar Monarchia csapatai pedig visszaverik az egyébként is lassan mozgósító Oroszország támadásait.
A német vezetők ilyen téren erősen alábecsülték a cári birodalmat, mely szinte azonnal, augusztus 4-én megkezdte Kelet-Poroszország elözönlését. Két hadsereg, az orosz 1. és 2. tört be német területre, mögöttük pedig a szerveződő 10. érkezett. Rennenkampf, az orosz hadsereg parancsnoka a kelet-porosz főváros, Königsberg irányába masírozott, a hozzá képest délre érkező Szamszonov lovassági tábornok pedig seregével dél felől kerülte volna meg a jól megerősített várost. A németeknek nem volt elég emberük, hogy mindkét sereggel felvehessék a harcot, így - elviekben - két választásuk volt. Vagy Königsberg környékén beássák magukat, mely esetben az oroszok bekerítik és megsemmisítik őket, vagy visszavonulnak, és feladják az országrészt, mely a hátországot jelentősen demoralizálta volna, és nagy ipar központokat is az ellenségnek juttattak volna.
A német 8. hadsereg parancsai értelmében Gumbinnen közelében, a határtól 32 km-re kellett először felvenni a harcot az oroszokkal, hogy feltartsák Rennenkampfot, majd vissza kellett vonulniuk, mielőtt Szamszonov átkarolja őket. Hermann von François, az I. hadtest parancsnoka azonban meg volt győződve, hogy jobban képzett és felszerelt katonái révén, gyors győzelmet lehetne aratni az orosz 1. hadsereg felett, mielőtt Szamszonov csapatai elkezdhetnék az átkarolást.

## A csata
Augusztus 17-én Rennenkampf megindult a német vonalak ellen, hogy a 2. hadsereggel együtt nagyobb harc nélkül visszavonulásra kényszerítse őket. Szamszonov csapatainak késése révén meg kellett állítania seregét, körülbelül 15 km-re a német vonalaktól, mert tudta, egyedül képtelen lenne legyőzni jó pozícióban várakozó német hadsereget. A megállított 1. hadsereg azonban túl közel került a német vonalakhoz.
François észrevette a kínálkozó lehetőséget, és parancsok nélkül, sőt azokkal ellentétesen cselekedve, gyorsan megindította hadtestét Stallupönen felé, ahol az orosz 105. gyalogsági hadosztály pihent. Egy dühödt és meglepetésszerű rohammal szétverte az oroszokat, akik kelet felé menekültek, 5000 halottat és sebesültet, valamint 3000 hadifoglyot hátrahagyva, szinte teljesen elpusztítva a hadosztályt.
Mikor Maximilian von Prittwitz vezérezredes, a 8. hadsereg parancsnoka tudomást szerzett a csatáról, küldöncöt szalasztott François-hoz, hogy parancsot adjon neki az azonnali visszatérésre a vonalak mögé. François ekkor azonban már túlságosan is előrenyomult ahhoz, hogy biztonságosan kihátráljon a csatából, és egyébként se akart. A küldönchöz csak néhány, azóta híressé vált szót intézett: „Jelentse Prittwitz tábornoknak, hogy François tábornok majd akkor fog visszavonulni, ha már szétverte az oroszokat.”

## Következmény
Az oroszok visszavonultak, François pedig estig űzte őket, amikor is az orosz tüzérség hatósugarába került. Ezután vonult csak vissza nyugatra Gumbinnen közelébe, a 8. hadsereg többi részéhez. A siker ösztönözte Prittwitzet, hogy támadóan lépjen fel az oroszokkal szemben, mely döntés azonban hibásnak bizonyult a két nappal későbbi gumbinneni csatában.